# Luise Rainer
Luise Rainer (Düsseldorf, Alemania, 12 de enero de 1910-Londres, Reino Unido, 30 de diciembre de 2014) fue una actriz alemana nacionalizada estadounidense y británica, dos veces ganadora del premio Óscar. 
Poseía el doble récord de haber sido la actriz más joven ganadora de dos Óscar consecutivos, con 28 años, y la más longeva de los galardonados.
Abandonó Hollywood en pleno éxito por su negativa a continuar una carrera convencional. En 1936 fue considerada para protagonizar la película Camille (Margarita Gautier) pero el papel recayó en Greta Garbo, a quien luego Rainer "arrebataría" el Óscar. También fue propuesta para el personaje principal de Lo que el viento se llevó (que interpretó Vivien Leigh) y Federico Fellini escribió una escena para ella en La dolce vita que nunca se filmó.
Escribió: 

Por mi segunda y tercera películas gané el premio de la Academia. Nada peor pudo pasarme. El Óscar no es una maldición. La verdadera maldición es que una vez ganado el Óscar, piensan que uno puede hacer de todo.

## Biografía
De ascendencia judía, era hija de Heinrich (Heinz) Rainer y Emilie (Emmy) Königsberger, nacida en Düsseldorf (Alemania) pero educada Hamburgo y más tarde en Viena. Tuvo dos hermanos varones. 
A los 16 años, Rainer decidió seguir su sueño de ser actriz; con el pretexto de visitar a su madre, viajó a Düsseldorf para una audición concertada en el teatro Dumont. En los años veinte, la directora teatral Louise Dumont se separó de su marido. Dumont estuvo vinculada a varias actrices jóvenes, entre ellas Fita Benkhoff, Hanni Hoessrich y Rainer. Se cree que Dumont era bisexual.
Más tarde, Rainer empezó a estudiar interpretación con Max Reinhardt y, a los 18 años, ya había un «ejército de críticos» que consideraban que tenía un talento inusual para una joven actriz. Pronto se convirtió en una distinguida actriz de teatro berlinesa como miembro del conjunto teatral vienés de Reinhardt. Su primera aparición en un escenario fue en el Teatro Dumont en 1928, a la que siguieron otras en obras como Mademoiselle, de Jacques Deval, Hombres de blanco, de Kingsley, Santa Juana, de George Bernard Shaw, Medida por medida y Seis personajes en busca de autor, de Pirandello.
En 1934, después de aparecer en varias películas en alemán, Phil Berg, cazatalentos de la MGM, la vio actuar en la obra Seis personajes en busca de autor y le ofreció un contrato de tres años en Hollywood. Pensó que atraería al mismo público que la estrella sueca de la MGM Greta Garbo. En un principio, Rainer no estaba interesada en el cine, y en una entrevista de 1935 dijo: «Nunca quise filmar. Yo era sólo para el teatro. Entonces vi Adiós a las armas y enseguida quise filmar. Era tan hermosa".
Su estilo recordaba a la gran actriz austríaca Elisabeth Bergner, aunque la escritora Anaïs Nin dijo de ella que tenía luz propia y no se parecía a nadie.

## Trayectoria en Hollywood
Rainer se trasladó a Hollywood en 1935 como una esperanzada nueva estrella. El biógrafo Charles Higham señala que Louis B. Mayer, jefe de los estudios MGM, y Samuel Marx, editor de historias, habían visto imágenes de Rainer antes de que llegara a Hollywood, y ambos pensaron que tenía el aspecto, el encanto y, sobre todo, una «cierta tierna vulnerabilidad» que Mayer admiraba en las estrellas femeninas. Debido a su escaso dominio del inglés, Mayer encargó a la actriz Constance Collier que la adiestrara en el habla correcta y la modulación dramática, y el inglés de Rainer mejoró rápidamente.
Su primer papel cinematográfico en Hollywood fue en Escapade (1935), un remake de una de sus películas austriacas, coprotagonizada por William Powell. El papel le llegó después de que Myrna Loy renunciara a su papel a mitad de rodaje. Tras ver el preestreno, Rainer salió corriendo del cine disgustada por su aspecto: «En la pantalla, me veía tan grande y con tanta cara que era horrible" La película generó una inmensa publicidad para Rainer, que fue aclamada como “la próxima sensación de Hollywood”.
La siguiente actuación de Rainer fue como el personaje real de Anna Held en la biografía musical El gran Ziegfeld, de nuevo coprotagonizada por William Powell. Powell, impresionado por la habilidad interpretativa de Rainer, le había dado el mismo papel en Escapade.
Tal y como esperaba Thalberg, Rainer expresó con éxito «la coquetería, el encanto de los ojos muy abiertos y la vulnerabilidad» requeridos. Rainer «impresionó tanto al público con una escena muy emotiva», escribió su biógrafo Charles Affron, que recibió el Oscar a la mejor actriz. En una escena, por ejemplo, su personaje habla por teléfono con su ex marido Florenz Ziegfeld para felicitarle por su nuevo matrimonio: «La cámara graba su agitación; Ziegfeld oye una voz que oscila entre la falsa alegría y la desesperación; cuando cuelga, se deshace en lágrimas".
La siguiente película de Rainer fue La buena tierra (1937), que protagonizó junto a Paul Muni; en septiembre de 1935 había sido elegida como la opción más probable para el papel femenino principal. El papel, sin embargo, era completamente opuesto al de su personaje de Anna Held, ya que se le pedía que representara a una humilde campesina china sumisa a su marido y que hablara poco durante toda la película. Según el historiador Andrew Sarris, su mutismo comparativo fue «un asombroso tour de force después de su histérica escena del teléfono en El gran Ziegfeld», y contribuyó a que ganara su segundo Oscar a la mejor actriz.
El premio la convirtió en la primera actriz en ganar dos Oscar consecutivos, una hazaña que no fue igualada hasta treinta años más tarde por Katharine Hepburn. Sin embargo, más tarde, Rainer consideró que ganar los dos Oscar tan pronto podría haber sido «lo peor posible» para su carrera y dijo que eso la hizo «trabajar más duro para demostrar que la Academia tenía razón».

### Adiós a Hollywood tras cuatro años y dos Óscar
A continuación su carrera en Hollywood prácticamente desapareció. Hizo algunas películas en 1938, pero ninguna de ellas tuvo mucho éxito. Dado su carácter inconformista, consideraba que no recibía propuestas serias y se negó a ser estereotipada en papeles frívolos. Desilusionada de Hollywood, donde dijo que era imposible tener una conversación intelectual, se mudó a Nueva York con su esposo, Clifford Odets, con quien se había casado en 1937. Se divorciaron tres años después y regresó a Europa.
Luise hizo su primera aparición en los teatros ingleses en el Palace Theatre, Mánchester, el 1 de mayo de 1939, con la obra Behold the Bridge; luego apareció por primera vez en Londres en el Shaftesbury Theatre el 23 de mayo de 1939 con el mismo papel de la misma obra. Regresó a América y actuó en la obra A Kiss for Cinderella de James M. Barrie en el Music Box Theatre de Nueva York en mayo de 1942.
En 1944 se casó con el editor Robert Knittel, con quien vivió la mayor parte del tiempo en Inglaterra, a pesar de que ella tenía la ciudadanía estadounidense. Tuvieron una hija, Francesca Knittel-Bowyer, y él murió en 1989.
Hizo algunas apariciones en televisión durante su estancia en Inglaterra. Por ejemplo, en el episodio Finest Hour de la serie Combat! (Hazañas bélicas) en 1965 e hizo un doble papel en un episodio de Vacaciones en el mar en 1983. También intervino en la película El jugador (1997) en un pequeño papel a la edad de 87 años. Hizo dos apariciones en la ceremonia de los Óscar de 1998 y 2003.
Tiene su estrella en el Paseo de la Fama de Hollywood en el 6300 del Hollywood Boulevard.

### Apoyo a la República española
Rainer fue una dinámica defensora de la Segunda República Española, para la que recaudó fondos entre las gentes de Hollywood y rehabilitó un castillo en Francia para acoger a niños republicanos que huían de la Guerra Civil. Esos fondos sirvieron para financiar el documental sobre la contienda Spanish Earth (Tierra de España), realizado por Joris Ivens. La simple mención de su nombre fue prohibida por el gobierno de Franco.
En 1983 fue la encargada de entregar a José Luis Garci el primer Premio Óscar a la mejor película extranjera concedido a una película española, Volver a empezar. En 1986 recibió un homenaje en el Festival Internacional de Cine de San Sebastián.

## Fallecimiento
Rainer falleció en su casa de Londres el 30 de diciembre de 2014 a la edad de 104 años a causa de una neumonía. Le faltaban 13 días para cumplir 105 años. Rainer pasó sus últimos años viviendo en un piso que había ocupado la actriz Vivien Leigh en el 54 de Eaton Square, Belgravia, Londres. Sus recuerdos se subastaron en 2015. La subasta reportó 489.069 dólares a sus herederos.

## Filmografía
- Yearning 202 (1932)
- Madame hat Besuch (1932)
- Heut' kommt's drauf an (1933)
- Escapade (1935)
- El gran Ziegfeld (1936)
- La buena tierra (1937)
- The Emperor's Candlesticks (1937)
- Big City (1937)
- The Toy Wife (1938)

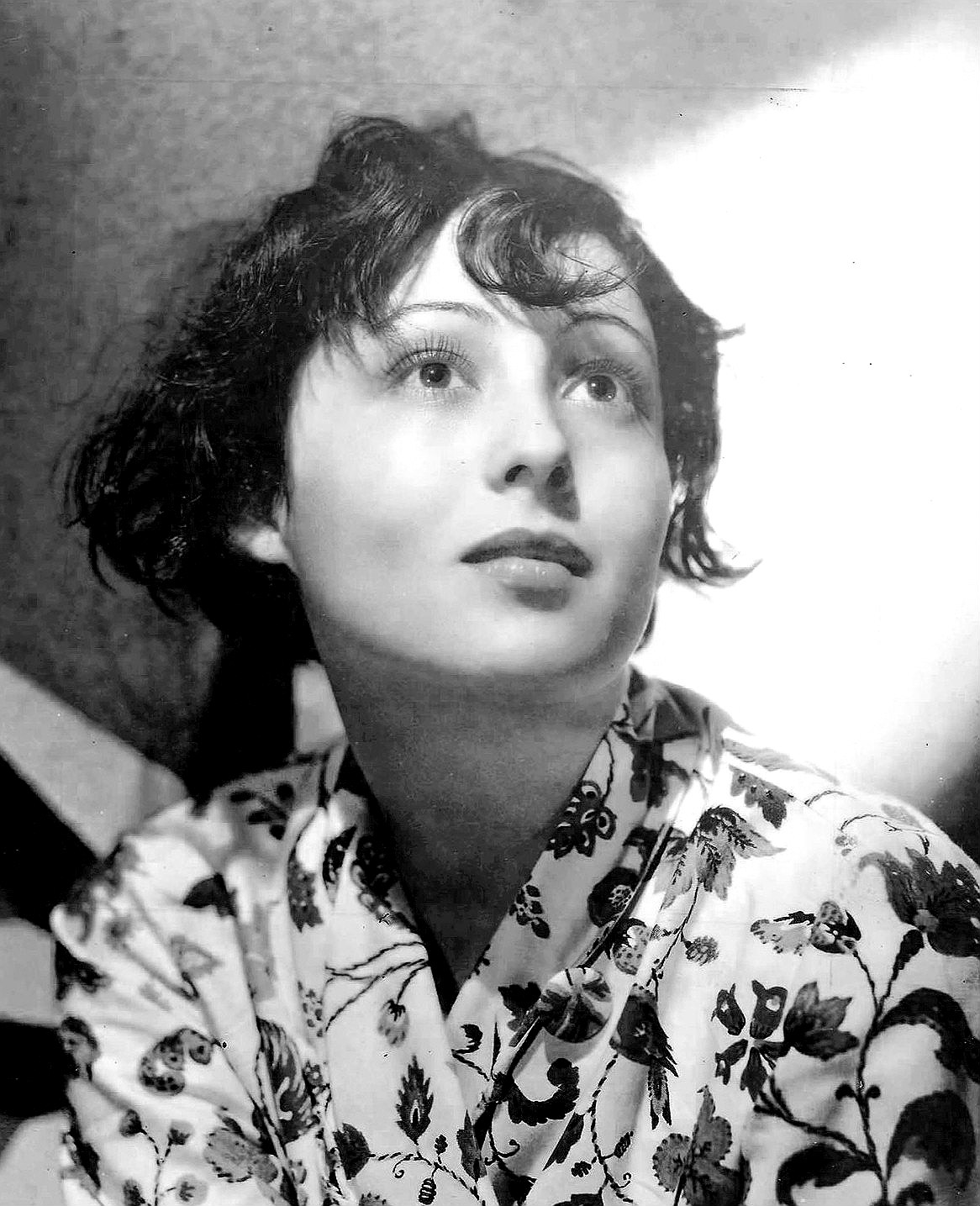
Luise Rainer hacia 1935.

- El gran vals (The Great Waltz) (1938)
- Dramatic School (1938)
- Hostages (1943)
- El jugador (1997)
- Poem: I Set My Foot Upon the Air and It Carried Me (2003)

## Premios y distinciones
Premios Óscar
| Año  | Categoría    | Película         | Resultado |
| ---- | ------------ | ---------------- | --------- |
| 1937 | Mejor actriz | El gran Ziegfeld | Ganadora  |
| 1938 | Mejor actriz | La buena tierra  | Ganadora  |